# Haute Tension (film, 2011)
Pour les articles homonymes, voir Haute tension (homonymie).
 (mai 2018).
 (mai 2018).
Si vous disposez d'ouvrages ou d'articles de référence ou si vous connaissez des sites web de qualité traitant du thème abordé ici, merci de compléter l'article en donnant les références utiles à sa vérifiabilité et en les liant à la section « Notes et références ».
Pour plus de détails, voir Fiche technique et Distribution.
Haute Tension (The Entitled) est un film canadien réalisé par Aaron Woodley (en) et sorti en salles en 2011.

## Synopsis
Récemment diplômé, Paul Dynan (Kevin Zegers) demeure sans travail, sans argent et doit vivre avec sa mère malade. Il se lie toutefois d'amitié avec Jenna (Tatiana Maslany) et Dean (Devon Bostick). Ensemble, ils décident de kidnapper trois étudiants issus de familles riches afin d'obtenir une rançon importante en échange de leur libération pour améliorer leur vie respective, mais rien ne se passe comme prévu.

## Fiche technique
- Titre original : The Entitled
- Titre : Haute Tension
- Réalisation : Aaron Woodley (en)
- Scénario : William Morrissey
- Musique : Robert Duncan
- Photographie : David Greene
- Montage : Matthew Hannam (en)
- Production : David Valleau
- Sociétés de production : South Creek Pictures, Dynan Productions et Foundation Features
- Pays de production : Canada
- Genre : Policier et thriller
- Durée : 91 minutes
- Dates de sortie : 
  - Canada : 4 octobre 2011

## Distribution
- Kevin Zegers (VF : Adrien Solis) : Paul Dynan
- Victor Garber (VF : Gérard Rouzier) : Bob Vincent
- Laura Vandervoort (VF : Sophie Planet) : Hailey Jones
- Dustin Milligan (VF : Christophe Seugnet) : Nick Nader, le fils de Richard.
- Devon Bostick (VF : Jean-Marco Montalto) : Dean Taylor
- Ray Liotta (VF : Jérôme Keen) : Richard Nader
- Stephen McHattie (VF : Mathieu Rivolier) : Clifford Jones
- Tatiana Maslany (VF : Pascale Chemin) : Jenna
- John Bregar (en) (VF : Jean-Pierre Leblan) : Jeff Vincent, le fils de Bob.
- Anthony Ulc : Frank

 Source et légende : version française (VF) sur RS Doublage et le carton du doublage français sur le DVD zone 2.